# Ježíšův pohřeb

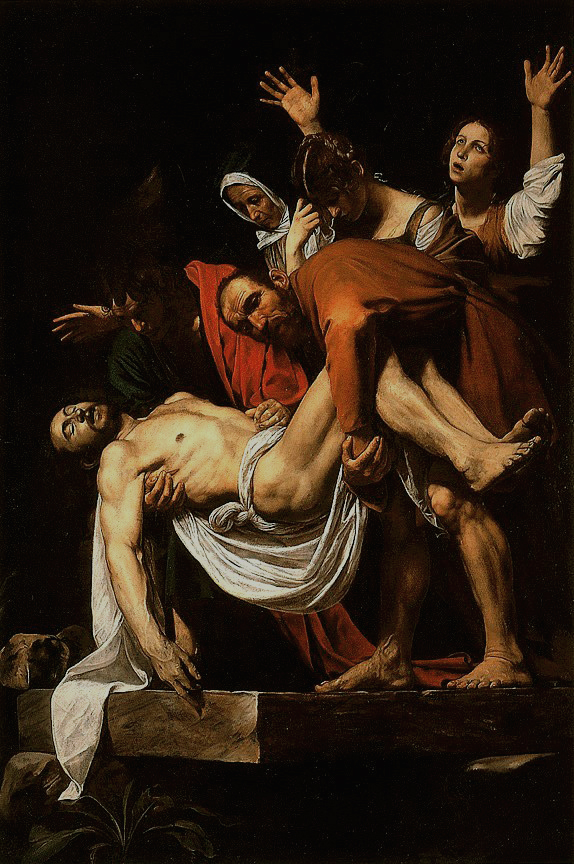
Pochování Krista od Caravaggia (asi 1603) vychází z Janova evangelia: Nikodém a Josef z Arimatie společně balzamují a ukládají Ježíše do hrobu, zatímco Ježíšova matka Maria, Máří Magdaléna a Marie Kleofášova přihlížejí.

Ježíšovým pohřbem se rozumí uložení Ježíšova těla po jeho ukřižování do hrobu v předvečer soboty. Tato událost je popsána v Novém zákoně. Podle kanonických evangelijních vyprávění ho do hrobu uložil člen rady Sanhedrinu Josef z Arimatie; podle Sk 13, 28–29 (Kral, ČEP) ho do hrobu uložila „celá rada“. V umění se často nazývá uložením Krista do hrobu či pochováním Krista apod.

## Biblická vyprávění

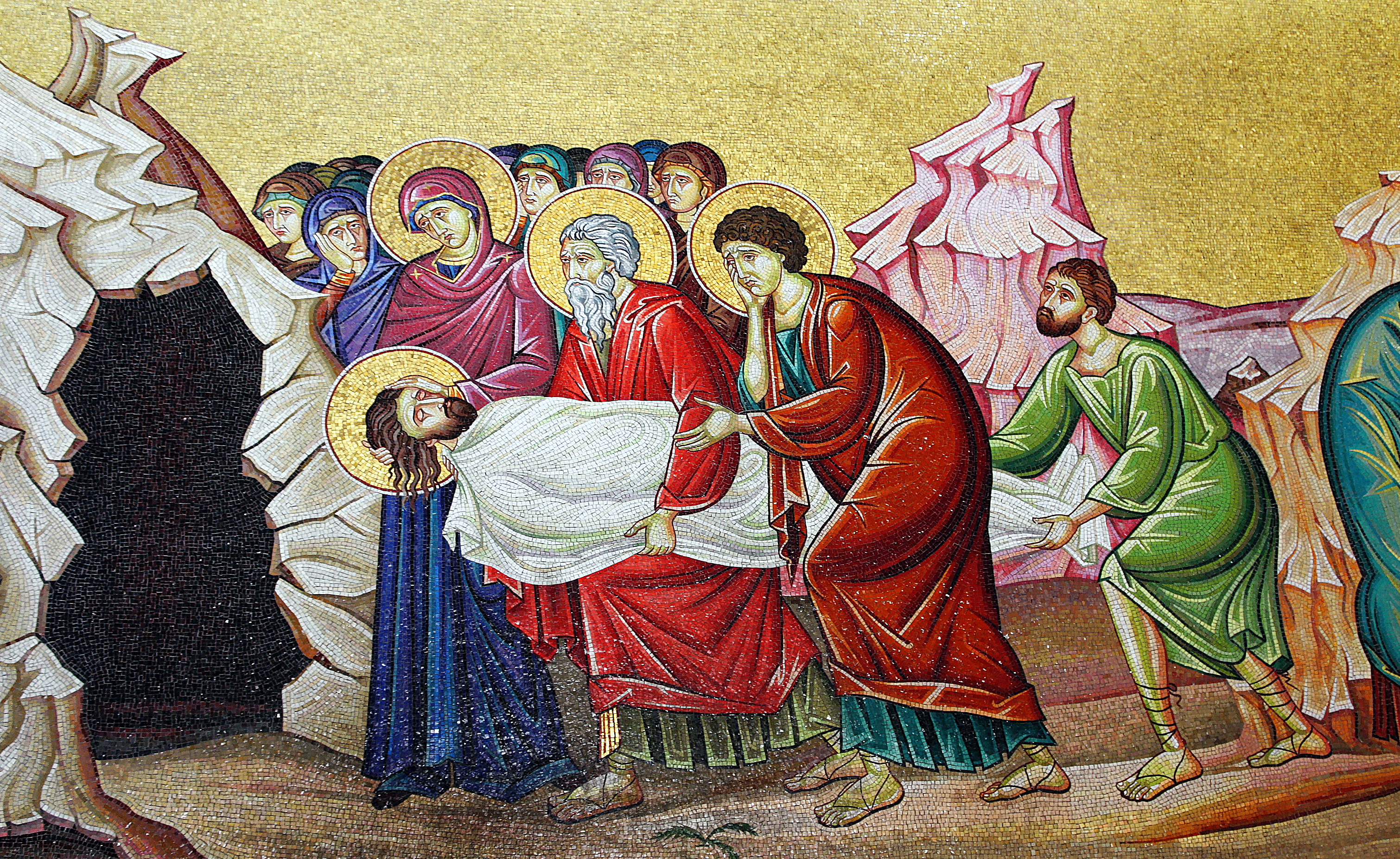
Nástěnná mozaika Ježíšova uložení u Kamene pomazání v Chrámu Božího hrobu.

Nejstarší zmínka o Ježíšově pohřbu se nachází v Pavlově listě. V dopise Korinťanům, který napsal kolem roku 54 n. l., se zmiňuje o zprávě, kterou dostal o Ježíšově smrti a vzkříšení („a že byl pohřben a že třetího dne vstal z mrtvých podle Písma“).
Čtyři kanonická evangelia, napsaná mezi lety 66 a 95, končí rozsáhlým vyprávěním o Ježíšově zatčení, soudu, ukřižování, uložení do hrobu a vzkříšení.:s. 91 Vyprávějí, jak večer v den ukřižování Josef z Arimatie požádal Piláta o tělo; když Pilát jeho žádosti vyhověl, zabalil ho do plátna a uložil do hrobu. Podle Sk 13, 28–29 (Kral, ČEP) ho do hrobu uložila „celá rada“.
Moderní věda klade důraz na porovnání obou evangelií a za pravděpodobnější považuje Markovo líčení.

### Markovo evangelium
V Markově evangeliu (nejstarším z kanonických evangelií), napsaném kolem let 66 a 72, je Josef z Arimatie členem Sanhedrinu, který Ježíše odsoudil a který chce zajistit, aby bylo tělo pohřbeno v souladu s židovským zákonem, podle něhož nesměla být mrtvá těla ponechána vystavena přes noc. Vloží tělo do nového plátna a uloží ho do hrobky vytesané do skály. Židovský historik Flavius Iosephus, který psal v pozdějším století, popisuje, že Židé považovali tento zákon za tak důležitý, že i těla ukřižovaných zločinců byla sňata a pohřbena před západem slunce. V tomto vyprávění Josef udělá jen minimum pro dodržení Zákona, zabalí tělo do plátna, aniž by se zmínil o jeho omytí (taharah) nebo pomazání. To může vysvětlovat, proč Marek zmiňuje událost před ukřižováním, při níž žena Ježíše polévá vonnou látkou, čímž je Ježíš připraven k pohřbu ještě před svou skutečnou smrtí.

### Matoušovo evangelium
Matoušovo evangelium bylo napsáno kolem roku 80 až 85 s použitím Markova evangelia jako pramene. V tomto vyprávění není Josef z Arimatie zmiňován jako člen Sanhedrinu, ale jako bohatý Ježíšův učedník. Mnozí vykladači to chápou jako nenápadnou orientaci autora na bohaté příznivce, zatímco jiní se domnívají, že jde o naplnění proroctví z Izajáše – Iz 53, 9 (Kral, ČEP).
„Byl mu dán hrob se svévolníky, s boháčem smrt našel, ačkoli se nedopustil násilí a v jeho ústech nebylo lsti.“  
Tato verze navrhuje čestnější pohřeb: Josef zabalí tělo do čistého plátna a uloží ho do svého hrobu, přičemž je použito slovo soma (tělo), nikoli ptoma (mrtvola). Autor dodává, že římské úřady „zajistily bezpečnost hrobu tím, že na kámen daly pečeť a postavily stráž“.

### Lukášovo evangelium
Markovo evangelium je také zdrojem pro zprávu uvedenou v Lukášově evangeliu, které bylo napsáno kolem roku 90–95. Stejně jako v Markově verzi je Josef popisován jako člen Sanhedrinu, ale jako ten, kdo nesouhlasil s rozhodnutím Sanhedrinu ohledně Ježíše; říká se o něm, že „čekal na Boží království“, nikoli jako o Ježíšově učedníkovi.

### Janovo evangelium
Janovo evangelium, poslední z evangelií, bylo napsáno kolem roku 80 až 90 a líčí Josefa jako učedníka, který Ježíše čestně pohřbívá. Jan říká, že Josefovi při pohřbu pomáhal Nikodém, který přinesl směs myrhy a aloe a podle židovských zvyklostí tyto vonné látky vložil do pohřebního plátna.

### Srovnání
Níže uvedené srovnání vychází z Českého ekumenického překladu.
|                   | Pavel                                  | Marek | Matouš | Lukáš | Jan | Acts \| |
| ----------------- | -------------------------------------- | --- | --- | --- | --- | --- |
| Josef a Pilát     |                                        | Mk 15, 42–45 (Kral, ČEP) - Josef z Arimatie, vážený člen rady, který také očekával království Boží, dodal si odvahy, vešel k Pilátovi a požádal o Ježíšovo tělo. - Pilát se podivil, že Ježíš už zemřel; zavolal si setníka a zeptal se ho, je-li už dlouho mrtev. - A když mu to setník potvrdil, daroval mrtvé tělo Josefovi. | Mt 27, 57–58 (Kral, ČEP) - Zámožný člověk z Arimatie, jménem Josef, který také patřil k Ježíšovým učedníkům. Ten přišel k Pilátovi a požádal o Ježíšovo tělo. - Pilát přikázal, aby mu je dali. | Lk 23, 50–52 (Kral, ČEP) - Josef z Arimatie, člen rady a dobrý člověk, který očekával Boží království a nesouhlasil s rozhodnutím rady, požádal Piláta o Ježíšovo tělo. - [Pilátova odpověď není zmíněna] | Jan 19, 38 (Kral, ČEP) - Později Josef z Arimatie, tajný (protože se bál židovských vůdců) Ježíšův učedník, požádal Piláta o Ježíšovo tělo. - Pilát dal svolení a Josef vzal tělo. | Sk 13, 29 (Kral, ČEP) - „Když udělali všechno přesně tak, jak to bylo o něm v Písmu napsáno, sňali jej z kříže...“ |
| Pohřeb            | 1Kor 15, 4 (Kral, ČEP) - „Byl pohřben“ | Mk 15, 46–47 (Kral, ČEP) - Josef koupil plátno, sňal Ježíše z kříže, zavinul ho. - Josef ho položil do hrobu, který byl vytesán ve skále, a ke vchodu do hrobu přivalil kámen. - Marie z Magdaly a Marie, matka Josefova, se dívaly, kam byl uložen.                                                                            | Mt 27, 59–61 (Kral, ČEP) - Josef tělo přijal, zavinul je do čistého plátna. - Josef je položil do svého nového hrobu, který měl vytesán ve skále; ke vchodu do hrobu přivalil veliký kámen a odešel. - Byla tam Marie z Magdaly a jiná Marie, které seděly naproti hrobu.                                                                                 | Lk 23, 53–56 (Kral, ČEP) - Josef sňal tělo z kříže, zavinul do plátna. - Položil ho do hrobu, vytesaného ve skále. - Byl pátek a začínala sobota. - Ženy, které přišly s Ježíšem z Galileje, šly za ním a viděly hrob i to, jak bylo tělo pochováno. - Potom se vrátily, aby připravily vonné masti a oleje. Ale v sobotu zachovaly podle přikázání sváteční klid. | Jan 19, 39–42 (Kral, ČEP) - Přišel také Nikodém, a přinesl asi sto liber směsi myrhy a aloe. - Nikodém a Josef vzali Ježíšovo tělo a zabalili je s těmi vonnými látkami do lněných pláten. - V těch místech, kde byl Ježíš ukřižován, byla zahrada a v ní nový hrob. - Tam položili Ježíše, protože byl den přípravy a hrob byl blízko. | Sk 13, 29 (Kral, ČEP) - „... a položili jej do hrobu.“                                                             |
| Velekněží a Pilát |                                        | | Mt 27, 62–66 (Kral, ČEP) - Nazítří, v den po pátku, shromáždili se velekněží a farizeové u Piláta a řekli: „Pane, vzpomněli jsme si, že ten podvodník řekl ještě za svého života: ‚Po třech dnech budu vzkříšen.‘ - Pilát jim odpověděl: „Zde máte stráž, dejte hrob hlídat, jak uznáte za dobré.“ - Oni šli, zapečetili kámen a postavili k hrobu stráž. | | | |
| Marie             |                                        | Mk 16, 1–2 (Kral, ČEP) - Když uplynula sobota, Marie z Magdaly, Marie, matka Jakubova, a Salome nakoupily vonné masti, aby ho šly pomazat. Brzy ráno prvního dne po sobotě, sotva vyšlo slunce, šly k hrobu. | Mt 28, 1 (Kral, ČEP) - Když uplynula sobota a začínal první den týdne, přišly Marie z Magdaly a jiná Marie, aby se podívaly k hrobu [není uvedeno proč]. | Lk 24, 1 (Kral, ČEP) - Prvního dne po sobotě, za časného jitra, přišly k hrobu s vonnými mastmi, které připravily. | Jan 20, 1 (Kral, ČEP) - První den po sobotě, šla Marie Magdalská k hrobu [není uvedeno proč]. | |

## V nekanonické literatuře
Apokryfní rukopis známý jako Petrovo evangelium uvádí, že Židé předali Ježíšovo tělo Josefovi, který ho později umyl a pohřbil na místě zvaném „Josefova zahrada“.

## Historicita
Viz též: Ježíšovo vzkříšení

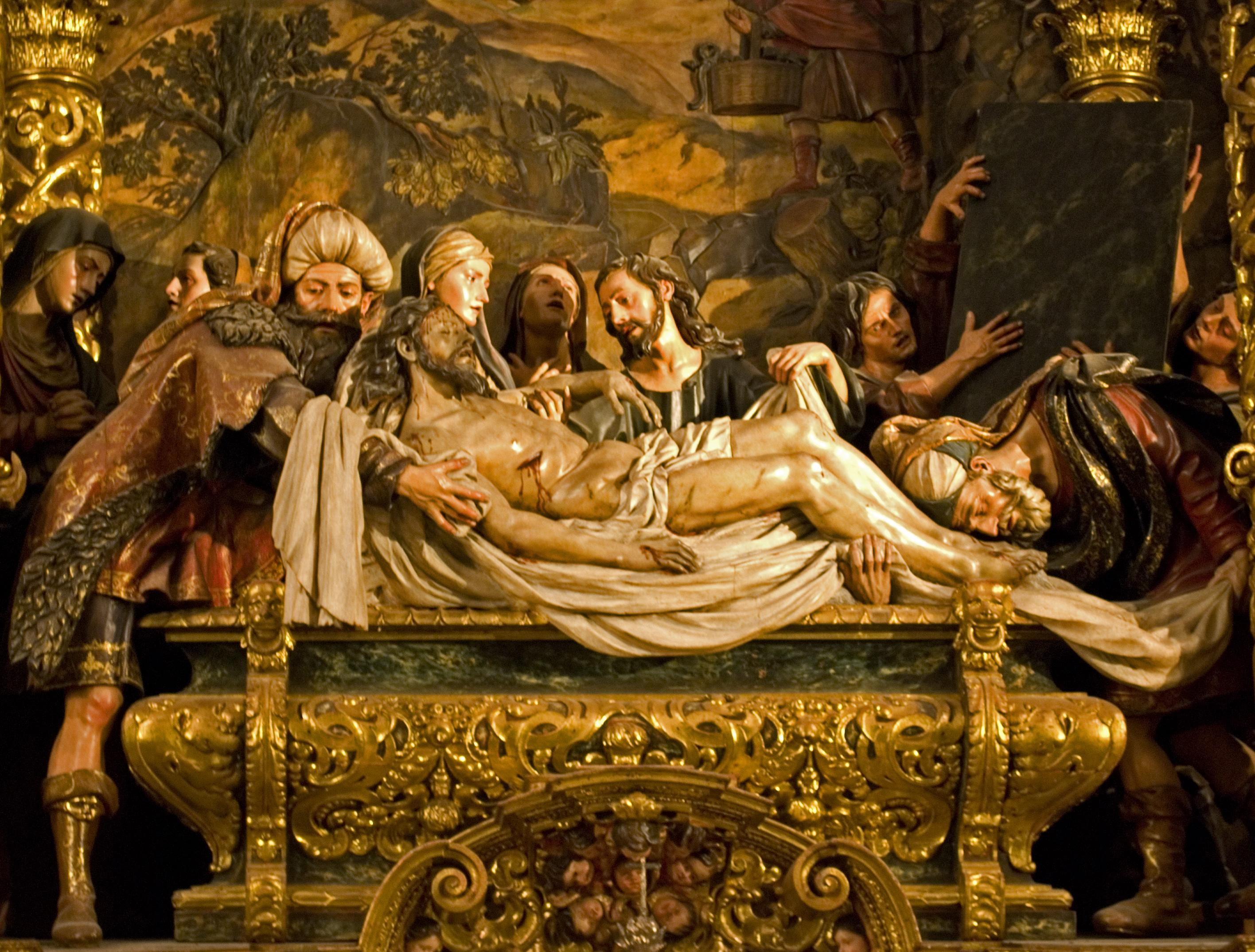
Pohřbení Krista od Pedra Roldána

Vědci se rozcházejí v názoru na historičnost příběhu o pohřbu a na otázku, zda byl Ježíš pohřben důstojně. Sporné body se týkají toho, zda bylo Ježíšovo tělo sejmuto z kříže před západem slunce, nebo zda bylo ponecháno na kříži, aby se rozpadlo; zda bylo jeho tělo sejmuto z kříže a pohřbeno konkrétně Josefem z Arimatie, nebo Sanhedrinem či skupinou Židů obecně; a zda byl pohřben, a pokud ano, v jakém hrobě, nebo zda byl pohřben do společného hrobu.
Argumentem ve prospěch důstojného pohřbu před západem slunce je židovský zvyk vycházející z Tóry, že tělo popraveného nemá zůstat na stromě, na kterém byla mrtvola pověšena k veřejnému vystavení, ale má být pohřbeno před východem slunce. To vychází z 5. Mojžíšovy – Dt 21, 22–23 (Kral, ČEP), ale je to doloženo také v Chrámovém svitku Esejců a v Židovské válce 4.5.2§317 od Flavia Iosepha, kde se popisuje pohřbívání ukřižovaných židovských povstalců před západem slunce. Odkazuje se také na Digesta, římský právní kodex ze 6. století n. l., který obsahuje materiál z 2. století n. l., v němž se uvádí, že „těla potrestaných se pohřbívají pouze tehdy, když o to bylo požádáno a bylo uděleno povolení.“ Pohřbívání lidí, kteří byli popraveni ukřižováním, je doloženo také archeologickými nálezy, např. z Johanana, jehož tělo je s hřebem v patě, který se nedal odstranit.

Uložení Krista do hrobu, Rubens

Martin Hengel tvrdil, že Ježíš byl potupně pohřben jako popravený zločinec, který zemřel potupnou smrtí, což je názor, který je „dnes široce přijímán a ustálil se v odborné literatuře“. John Dominic Crossan tvrdil, že Ježíšovi následovníci nevěděli, co se stalo s tělem. Podle Crossana je Josef z Arimatie „naprostým Markovým výtvorem co do jména, místa i funkce“, a tvrdí, že Ježíšovi následovníci z Dt 21, 22–23 (Kral, ČEP) vyvodili, že Ježíše pohřbila skupina zákonů dbalých Židů, jak je popsáno ve Sk 13, 29 (Kral, ČEP). Tento příběh Marek upravil a ze skupiny Židů udělal konkrétní osobu. To, co se skutečně stalo, lze odvodit z obvyklé římské praxe, která spočívala v ponechání těla na kůlu a odepření čestného nebo rodinného pohřbu se známým konstatováním, že „psi čekali.“
Britský novozákoník Maurice Casey také poznamenává, že „židovští zločinci měli být pohřbeni hanebně a potupně“, a cituje Flavia Iosepha:
„Obecná situace stačila Iosephu k tomu, aby okomentoval konec biblického zloděje: ,A poté, co byl ihned usmrcen, byl v noci potupně pohřben, jak se na odsouzence slušíʻ (Ios. Ant. V, 44). Poněkud podobně se vyjadřuje o každém, kdo byl ukamenován za rouhání Bohu: ,Nechť je ve dne oběšen a pohřben potupně a tajně (Ios. Ant. IV, 202).ʻ“
Casey tvrdí, že Ježíše skutečně pohřbil Josef z Arimatie, ale v hrobce pro zločince, kterou vlastnil Sanhedrin. Proto odmítá vyprávění o prázdném hrobě jako legendu.
Novozákonní historik Bart D. Ehrman také dochází k závěru, že nevíme, co se stalo s Ježíšovým tělem, ale pochybuje o tom, že byl Ježíš důstojně pohřben, a považuje za pochybné, že Ježíše pohřbil konkrétně Josef z Arimatie. Ehrman poznamenává, že Skutky – Sk 13 (Kral, ČEP) hovoří o Sanhedrinu jako celku, který uložil Ježíšovo tělo do hrobu, nikoli o jednom členovi. Podle Ehrmana mohl být příběh přikrášlen a upřesněn a „z původně vágního tvrzení, že Ježíše pohřbili nejmenovaní židovští vůdci, se stává příběh o tom, že tak učinil jeden konkrétní vůdce, který je jmenován“. Ehrman uvádí tři důvody, proč pochybuje o důstojném pohřbu. Poznamenává, že „někdy křesťanští apologeti tvrdí, že Ježíš musel být sňat z kříže v pátek před západem slunce, protože následující den byla sobota a bylo proti židovskému zákonu nebo alespoň proti židovské citlivosti, aby člověk zůstal na kříži během soboty. Historické záznamy bohužel naznačují pravý opak.“ S odkazem na Hengela a Crossana Ehrman tvrdí, že ukřižování mělo za cíl „co nejúplněji mučit a ponížit člověka“ a tělo bylo obvykle ponecháno na kůlu, aby ho sežrala zvířata. Ehrman dále tvrdí, že zločinci byli obvykle pohřbíváni do společných hrobů a Pilát se nestaral o židovské citlivosti, takže je nepravděpodobné, že by dovolil, aby byl Ježíš pohřben.
Řada křesťanských autorů tuto kritiku odmítla a považovala evangelia za historicky spolehlivá. John A. T. Robinson tvrdí, že „Ježíšův pohřeb do hrobu je jedním z nejstarších a nejlépe doložených faktů o Ježíšovi.“ Dale Allison, který přezkoumává argumenty Crossana a Ehrmana, považuje toto tvrzení za silné, ale „považuje za pravděpodobné, že muž jménem Josef, pravděpodobně člen Sanhedrinu z nejasné Arimatie, požádal a získal povolení od římských úřadů, aby zařídil Ježíšův spěšný pohřeb.“ Raymond E. Brown, píšící v roce 1973 před publikacemi Hengela a Crossana, zmiňuje, že řada autorů se přiklání k pohřbení do společného hrobu, ale Brown tvrdí, že Ježíšovo tělo bylo pohřbeno do nového hrobu Josefem z Arimatie v souladu s Mojžíšovým zákonem, který stanovil, že osoba pověšená na dřevě tam nesmí zůstat přes noc, ale má být pohřbena před západem slunce.
James Dunn kritiku odmítá a tvrdí, že „tradice je pevná v tom, že Ježíš byl řádně pohřben – Mk 15, 42–47 (Kral, ČEP) pars., a existují dobré důvody, proč by její svědectví mělo být respektováno“. Dunn tvrdí, že tradice o pohřbu je „jedním z nejstarších dokladů tradice, které máme“, a odvolává se na 1Kor 15, 4 (Kral, ČEP); pohřeb byl v souladu s židovskými zvyky, jak je předepisuje Dt 21, 22–23 (Kral, ČEP) a potvrzeno Iosephovou Válkou; jsou známy případy pohřbívání ukřižovaných osob, jak dokládá pohřeb Jehohanův; Josef z Arimatie „je velmi věrohodnou historickou postavou“; a „přítomnost žen u kříže a jejich účast na Ježíšově pohřbu lze připsat spíše rané ústní tradici než tvůrčímu líčení příběhu“. N. T. Wright tvrdí, že Kristův pohřeb je součástí nejstarších evangelijních tradic. Craig A. Evans se odvolává na Dt 21, 22–23 (Kral, ČEP) a Josefa, aby dokázal, že Ježíšovo pohřbení odpovídá židovskému cítění a historické realitě. Evans také poznamenává, že „i z politického hlediska se zdá nepravděpodobné, že by Pilát v předvečer svátku Pesach, který oslavuje osvobození Izraele od cizí nadvlády, chtěl provokovat židovské obyvatelstvo“ tím, že by Ježíšovi odepřel řádný pohřeb.
Podle profesora náboženství Johna Grangera Cooka existují historické texty, které se zmiňují o masových hrobech, ale není v nich uvedeno, že by těla byla vykopána zvířaty. V žádném římském textu není zmínka o otevřené jámě nebo mělkých hrobech. Mimo evangelia existuje řada historických textů, které ukazují, že těla ukřižovaných mrtvých pohřbila rodina nebo přátelé. Cook píše, že „tyto texty ukazují, že vyprávění o pohřbu Ježíše Josefem z Arimethaie by bylo pro řecko-římského čtenáře evangelií naprosto srozumitelné a historicky věrohodné“. Cook poznamenává, že řada raných kritiků křesťanství, jako Celsus, Porfyrios, Hierokles, Julián a anonymní pohanský filosof Macarius, přijímala historičnost pohřbu, ale odmítala vzkříšení.

## Teologický význam
Apoštol Pavel zahrnuje pohřeb do svého výroku o evangeliu 1. listu Korintským – 1Kor 15, 3–4 (Kral, ČEP): „Odevzdal jsem vám především, co jsem sám přijal, že Kristus zemřel za naše hříchy podle Písem a byl pohřben; byl vzkříšen třetího dne podle Písem“. Zdá se, že jde o rané předpavlovské vyznání víry.
Kristův pohřeb je výslovně zmíněn v Apoštolském vyznání víry, kde se říká, že Ježíš byl „ukřižován, zemřel a pohřben byl“. Heidelberský katechismus se ptá: „Proč byl pohřben?“ a dává odpověď: „Jeho pohřbení svědčí o tom, že skutečně zemřel.“
Katechismus katolické církve uvádí, že „tajemství Bílé soboty, kdy Kristus, uložený do hrobu, ukazuje velké sobotní Boží odpočinutí po dokonání spásy lidí, která nastoluje mír v celém vesmíru“ a že „Kristus pobyt v hrobě je skutečným poutem mezi stavem předvelikonočního Krista, podrobného utrpení, a jeho nynějším oslaveným stavem Zmrtvýchvstalého.“

## Zobrazení v umění

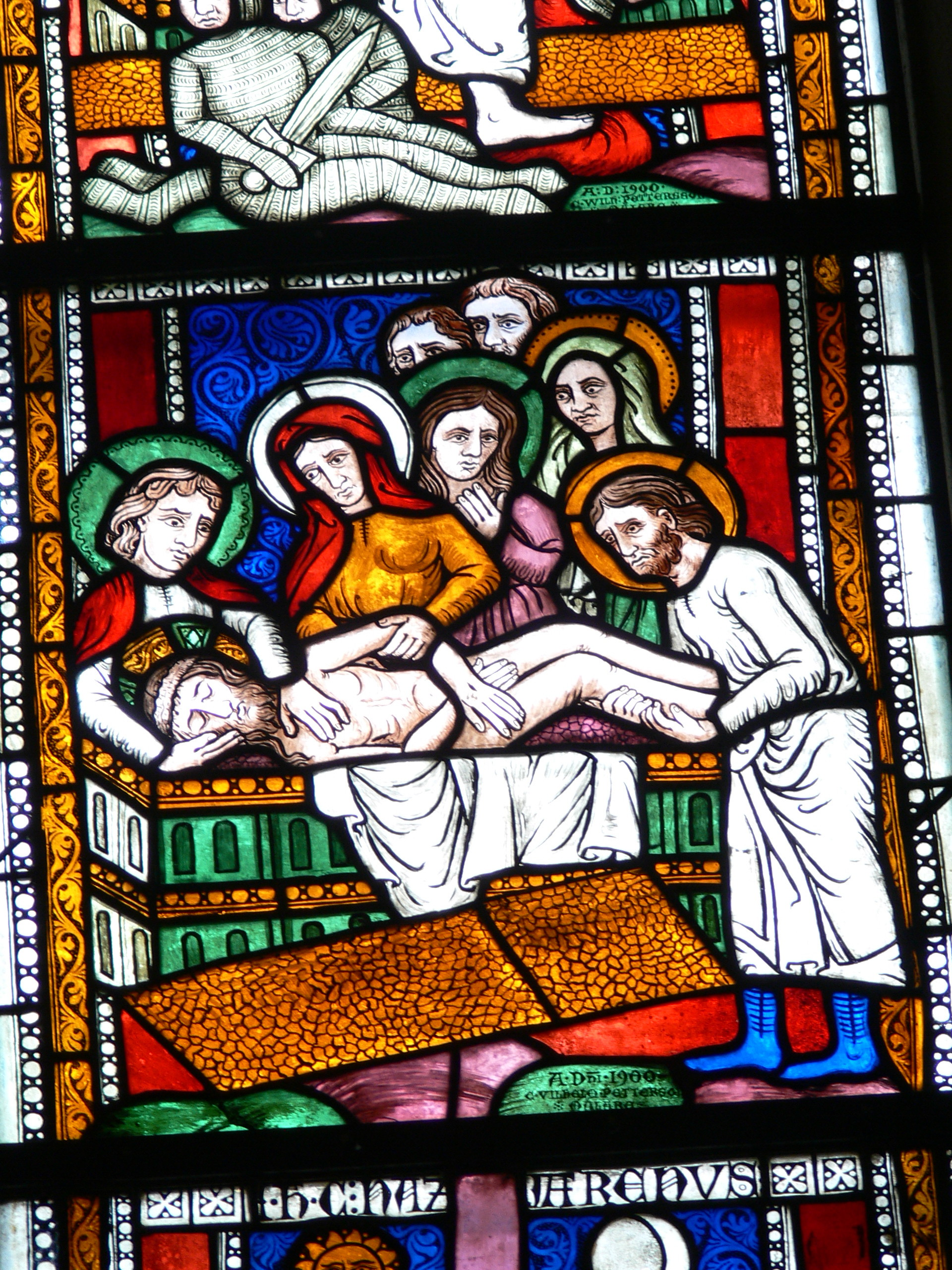
Vitrážová verze Pohřbení Krista ze 13. století

Pohřbení Krista je v umění oblíbeným námětem, který vznikl v západní Evropě v 10. století. Objevuje se v cyklech Život Krista, kde následuje po Snímání z kříže nebo Oplakávání Krista. Od renesance se někdy s jedním z nich kombinuje nebo spojuje.
K významným jednotlivým dílům s vlastními články patří:
- Pohřbení (Bouts, cca 50. léta 14. století)
- Oplakávání Krista (Rogier van der Weyden, asi 1460–1463)
- Pohřbívání do hrobu (Michelangelo, asi 1500–1501)
- Pohřbení (Raffael Santik, 1507)
- Ukládání Krista do hrobu (Tizian, 1525)
- Ukládání Krista do hrobu (Titian, 1559)
- Ukládání Krista do hrobu (Caravaggio)
- Zahalený Kristus (Sanmartino, 1753)

## Použití v chvalozpěvu

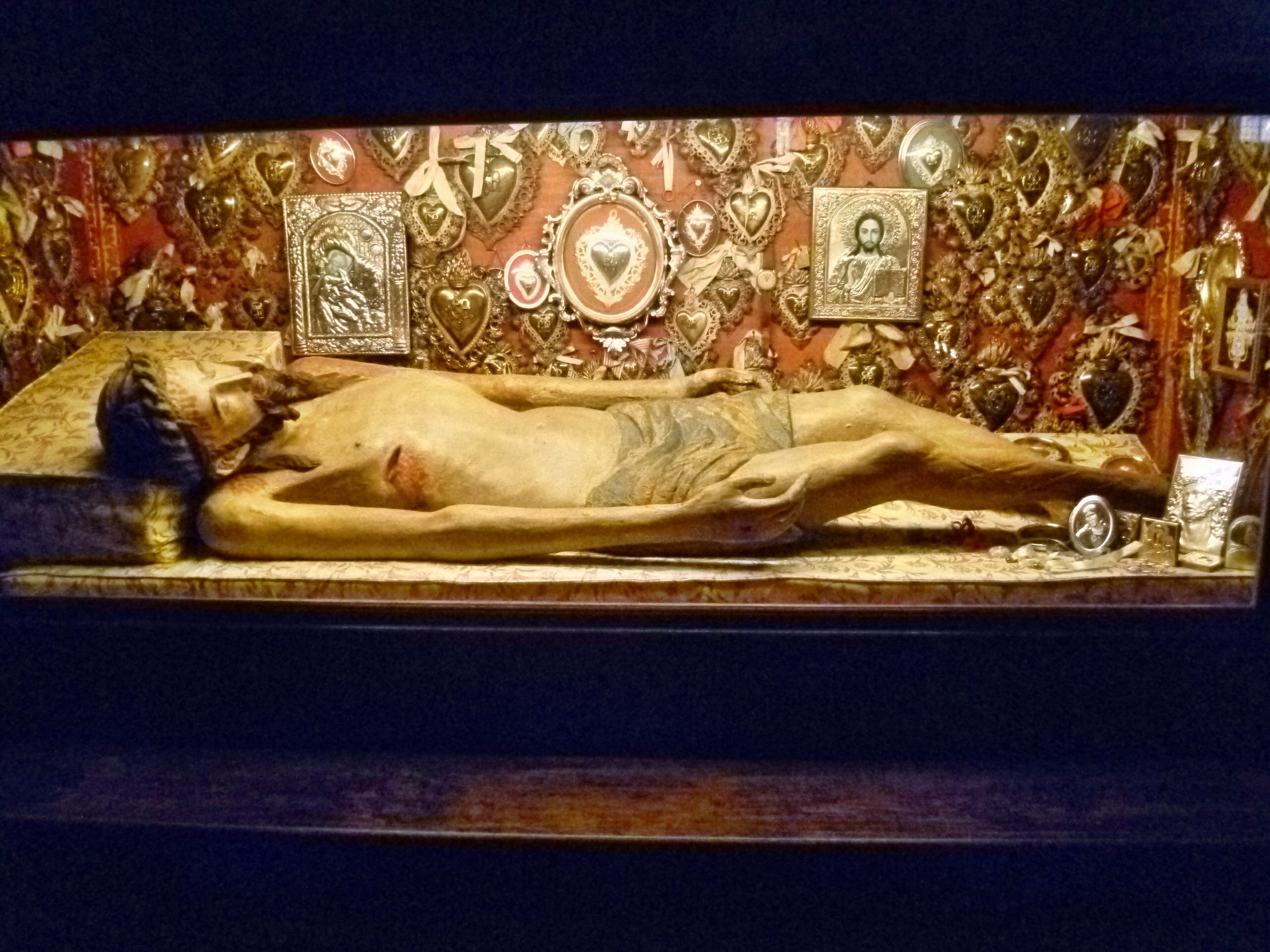
Dřevěná socha Krista v hrobě od neznámého autora

Afroamerický spirituál „Were You There? [Byli jste tam?]“ obsahuje verš „Were you there when they laid Him in the tomb? [Byl jsi tam, když ho uložili do hrobu?]“ a vánoční koleda „We Three Kings [My tři králové]“ obsahuje tento verš:
| Myrrh is mine, its bitter perfume Breathes a life of gathering gloom; Sorrowing, sighing, bleeding, dying, Sealed in the stone cold tomb. | Myrha je má, její hořká vůně dýchá životem sílícího šera; Smutek, vzdech, krvácení, umírání, zapečetěný v kamenném chladném hrobě. |

Hymnus Johna Wilbura Chapmana „One Day [Jeden den]“ vykládá Kristův pohřeb slovy: „Buried, He carried my sins far away [Pohřben, odnesl mé hříchy daleko].“
V pravoslavné církvi se na Bílou sobotu zpívá následující tropar: 
když sňal Tvé nejčistší tělo z dřeva,

zabalil ho do jemného plátna a pomazal vonnými látkami,

a uložil je do nového hrobu.

## Umělecká ztvárnění

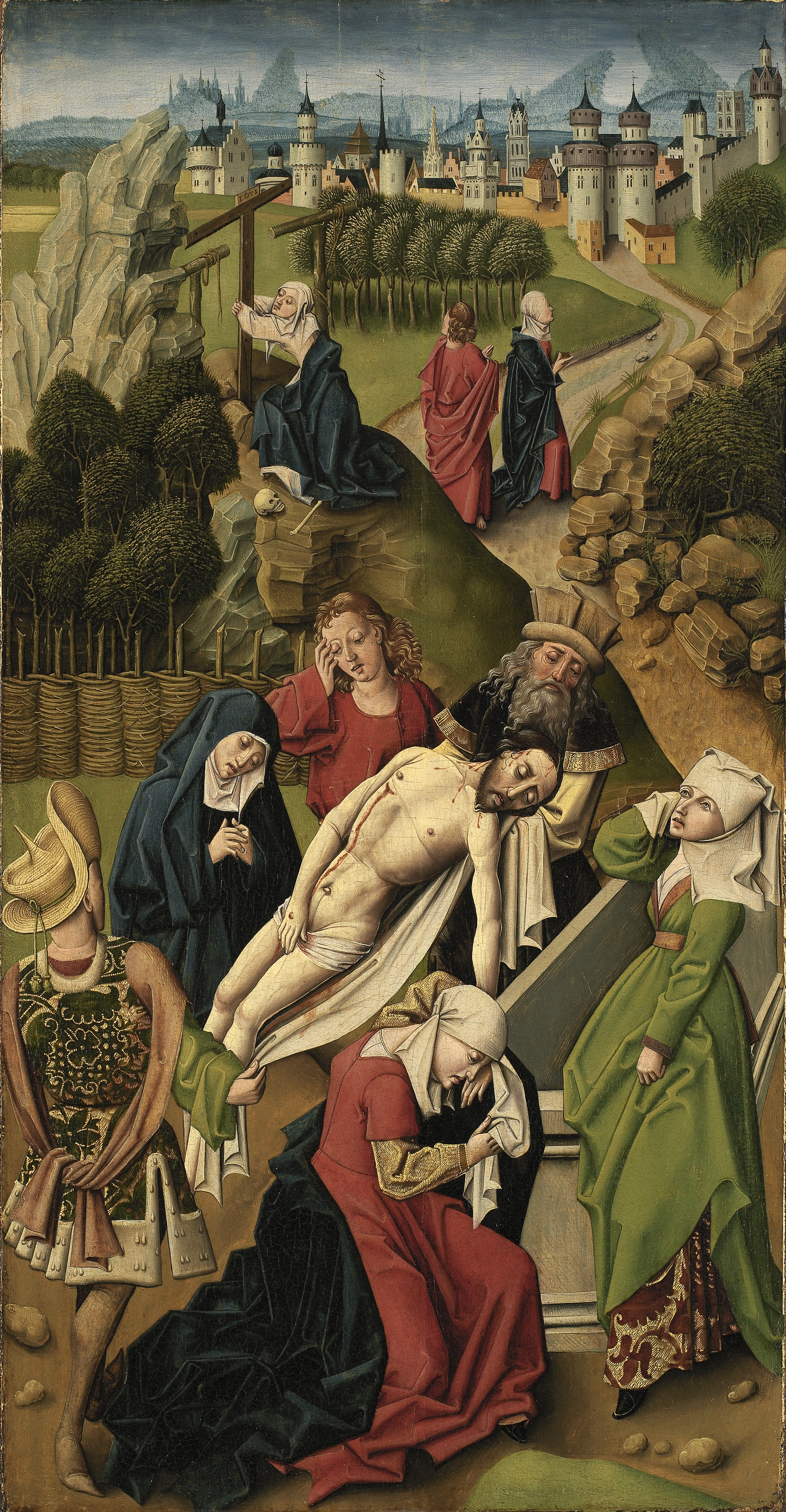
Ukládání Krista do hrobu, 15. století, Belgie
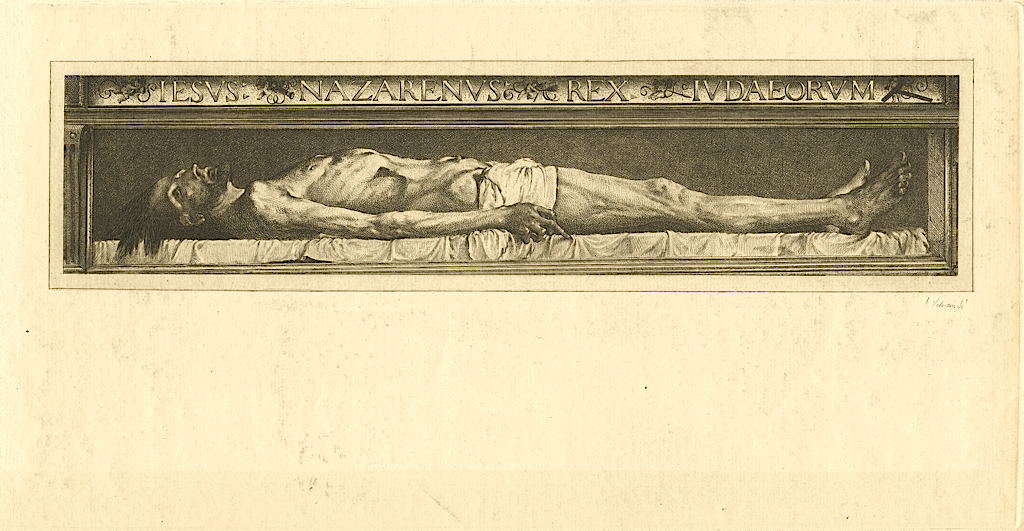
Henry Augustin Valentin podle Hanse Holbeina mladšího, Iesvs Nazarenevs Rex Ivdaeorvm, 19. století, lept, Oddělení obrazových sbírek, Knihovna Národní galerie umění, Washington, DC Archivováno 24. 3. 2014 na Wayback Machine.
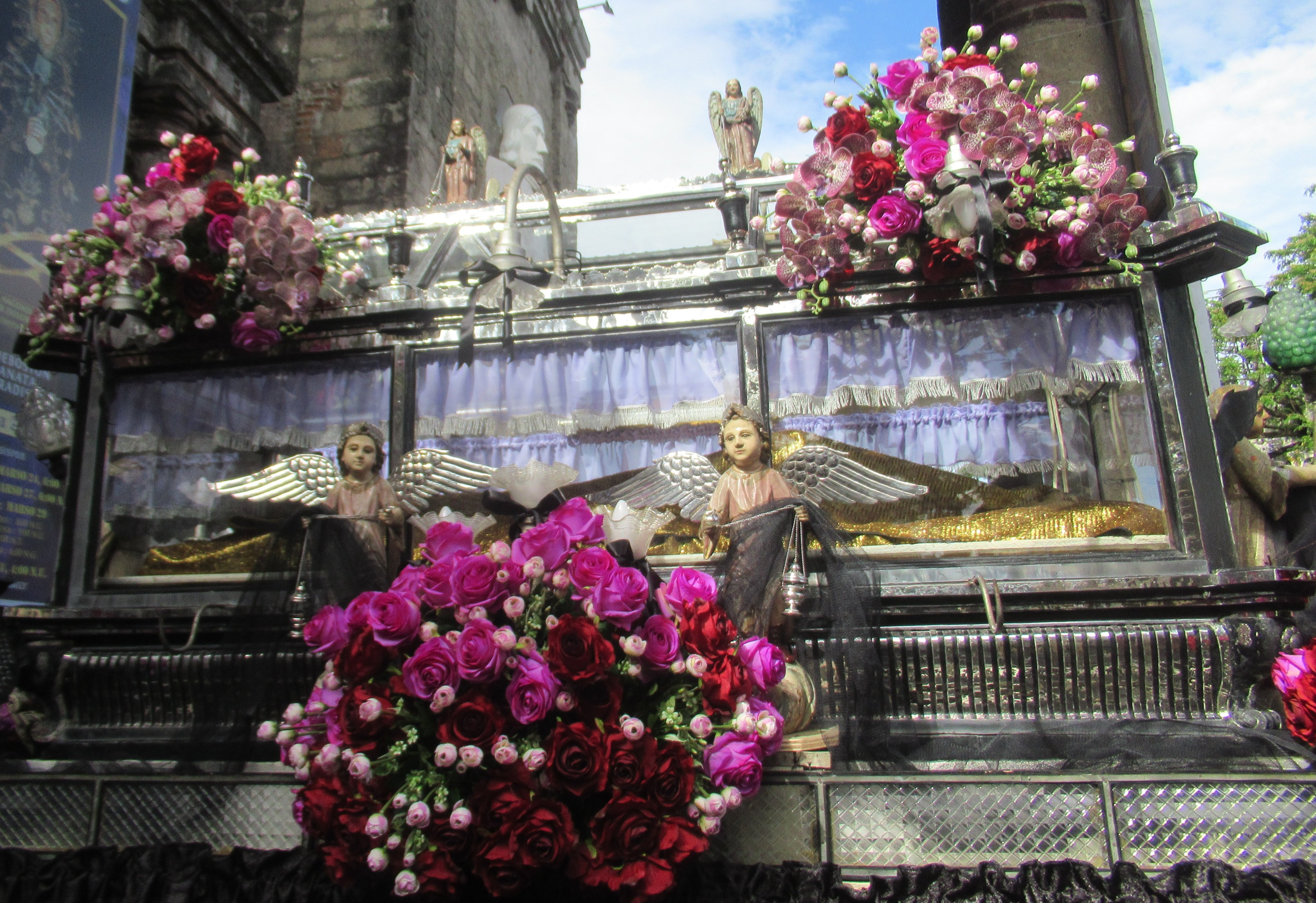
1863 „Santo Entierro“ (2024 Velkopáteční procesí v Baliwagu)